# Trường điện từ
Điện từ trường (còn gọi là trường Maxwell) là một trong những trường của vật lý học. Nó là một dạng đặc trưng cho tương tác giữa các hạt mang điện và không phải là 1 dạng vật chất theo vật lý hiện đại. Trường điện từ cũng do các hạt mang điện sinh ra, và là trường thống nhất của điện trường và từ trường. Đặc trưng cho khả năng tương tác của trường điện từ là các đại lượng cường độ điện trường, độ điện dịch, cảm ứng từ và cường độ từ trường (thường được ký hiệu lần lượt là E, D, B và H).

## Lịch sử
Năm 1865, nhà vật lý người Anh James Clerk Maxwell đã kết hợp các định luật về điện và từ đã biết để tạo ra lý thuyết Maxwell. Lý thuyết này dựa trên sự tồn tại của các trường, hiểu nôm na là môi trường truyền tác động từ nơi này đến nơi khác. Ông nhận thấy rằng các trường truyền nhiễu loạn điện và từ là các thực thể động: chúng có thể dao động và truyền trong không gian. Lý thuyết Maxwell có thể gộp lại vào hai phương trình mô tả động học của các trường này, gọi là các phương trình Maxwell. Dựa vào lý thuyết này, Maxwell đã đi đến một kết luận: tất cả các sóng điện từ đều truyền trong không gian (chân không) với một vận tốc không đổi bằng vận tốc ánh sáng.

## Các phương trình Maxwell
Để mô tả trường điện từ, Maxwell đưa ra những phương trình cơ bản tạo thành hệ các phương trình Maxwell về trường điện từ.

### Phương trình Maxwell-Faraday
Phương trình này diễn tả luận điểm thứ nhất của Maxwell về mối liên hệ giữa từ trường biến thiên và điện trường xoáy.
Dạng vi phân: 
{\displaystyle \nabla \times \mathbf {E} =-{\partial \mathbf {B}  \over \partial t}\,}
Dạng tích phân: 
{\displaystyle \oint _{C}\mathbf {E} \cdot d\mathbf {l} =-{d \over dt}\iint _{S}^{}{\mathbf {B} }\cdot d\mathbf {S} \,}

### Phương trình Maxwell-Ampere
Phương trình này diễn tả luận điểm thứ hai của Maxwell, theo đó điện trường biến thiên cũng sinh ra từ trường như dòng điện dẫn.
Dạng vi phân: 
{\displaystyle \nabla \times \mathbf {H} =\mathbf {J} +{\partial \mathbf {D}  \over \partial t}\,}
Dạng tích phân: 
{\displaystyle \oint _{C}\mathbf {H} \cdot d\mathbf {l} ={d \over dt}\iint _{S}^{}{\mathbf {D} }\cdot d\mathbf {S} +\iint _{S}^{}\mathbf {J} \cdot d\mathbf {S} \,}

### Định lý Ostrogradski - Gauss với điện trường
Định lý này diễn tả tính không khép kín của các đường sức điện trường tĩnh, chúng luôn từ các điện tích dương đi ra và đi vào các điện tích âm.
Dạng vi phân: 
{\displaystyle \nabla \cdot \mathbf {D} =\rho \,}
Dạng tích phân: 
{\displaystyle \oint _{S}^{}\mathbf {D} \cdot d\mathbf {S} =\rho \,}

### Định lý Ostrogradski - Gauss với từ trường
Định lý này diễn tả tính khép kín của các đường sức từ, theo đó từ trường là trường không có nguồn.
Dạng vi phân: 
{\displaystyle \nabla \cdot \mathbf {B} =0\,}
Dạng tích phân: 
{\displaystyle \oint _{S}^{}\mathbf {B} \cdot d\mathbf {S} =0\,}

## Năng lượng
Trong khoảng không gian có trường điện từ thì cũng có năng lượng định xứ, với mật độ u tính bằng:
u = (E.D + B.H)/2
Ở đây, E, D, B, H lần lượt là cường độ điện trường, độ điện dịch, cảm ứng từ và cường độ từ trường của điện từ trường. Như vậy trên thể tích V, tổng năng lượng điện từ là:
{\displaystyle W={1 \over 2}\int _{V}^{}(\mathbf {E} \cdot \mathbf {D} +\mathbf {B} \cdot \mathbf {H} )\cdot dV\,}
Trong chân không, D = ε0E và B = μ0H với ε0 và μ0 lần lượt là hằng số điện môi chân không và hằng số từ thẩm chân không. Do đó, mật độ năng lượng điện từ trường trong chân không có thể rút gọn thành:
u = (ε0|E|2 + μ0|H|2)/2
Trong môi trường điện môi lý tưởng D = ε0εrE = εE và thuận từ hoặc nghịch từ lý tưởng B = μ0μrH = μH. Do đó, mật độ năng lượng điện từ trường trong các môi trường này có thể rút gọn thành:
u = (ε|E|2 + μ|H|2)/2

## Tính tương đối
Trường điện từ được sinh ra bởi các điện tích chuyển động và đứng yên. Tính chất chuyển động hay đứng yên của các hạt mang điện hoàn toàn phụ thuộc vào hệ quy chiếu. Do đó, các tính chất của trường điện từ phụ thuộc hệ quy chiếu trong đó ta đứng yên để quan sát chúng.

## Tương tác
Một hạt mang điện tích q chuyển động với vận tốc v trong một điện từ trường, có cường độ điện trường E và cảm ứng từ B sẽ chịu lực tác dụng, F, gọi là lực Lorentz: 
{\displaystyle \mathbf {F} =q(\mathbf {E} +\mathbf {v} \times \mathbf {B} )}